# Nút ghế kép

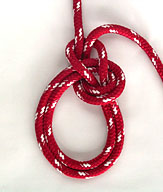
Nút ghế kép

Nút ghế kép (Bowline on a bight) là một nút dây tạo ra một cặp vòng tròn cố định ở khoảng giữa dây thừng. Lợi ích là hai vòng tròn không bị tuột và có thể nói rằng nó dễ tháo ra.

## Cách thắt
- Trước tiên gấp hai phần dây thừng lại với nhau.
- Tạo một vòng tròn bằng cách chồng phần đầu gấp lên trên phần dây dài.
- Xâu đầu gấp qua vòng tròn vừa tạo từ dưới lên trên.
- Nắm đầu gấp và kéo về phía bạn và chồng phần vòng tròn của đầu gấp từ dưới lên xuyên qua vòng tròn đã tạo lúc đầu.
- Nắm phần vòng tròn đã tạo lúc đầu xiết chặt

Xem Minh họa cách tạo nút ghế kép

## Sử dụng
- Nút dây này có thể được dùng để tạo vòng bám chân (toe hold) ở giữa dây thừng.
- Làm vòng ghế an toàn trong cứu hộ, tiện lợi và dễ chịu hơn nút ghế đơn. Mỗi vòng có thể dùng cho mỗi đùi chân và phần trên choàng qua ngực để giữ an toàn.